# Jean Carignan
Pour les articles homonymes, voir Carignan.
Jean « Ti-Jean » Carignan, né le 7 décembre 1916 à Lauzon (fusionnée avec Lévis) et mort le 16 février 1988 à Montréal, est un violoneux québécois.

## Biographie
Jean Carignan naît le 7 décembre 1916. Il commence à jouer du violon à quatre ans et, à cinq ans, il se produit déjà aux carrefours du Vieux-Lévis. Il apprend d'abord le répertoire d'airs traditionnels de son père, lui-même violoneux. À l'âge de sept ans, sa famille déménage à Montréal. C'est à cette époque qu'il entend un enregistrement sonore de Joseph Allard, un violoneux notoire qui deviendra son modèle et son maître de 1927 à 1931. À huit ans, sa musique lui permet déjà de contribuer au revenu familial. Il devient apprenti cordonnier vers 1927. En 1930, il est recruté par George Wade et intègre l'ensemble folklorique canadien George Wade and his Cornhuskers. Il quitte ce dernier vers 1937, après avoir effectué une tournée au Canada avec ce dernier. En 1950, Carignan collabore avec la troupe de danse les Feux-follets.

### Années 1970
Dans les années 1970, il jouera avec plusieurs musiciens du folklore québécois dont Philippe Bruneau, ainsi que l'harmoniciste et compositeur Gabriel Labbé. En 1973, 400 violoneux des États-Unis et du Canada se réunirent à Ascot Corner afin de rendre hommage à Carignan. Un buste en bois du sculpteur Georges Morissette y fut alors dévoilé. En 1975, André Gagnon composa pour lui le « Petit concerto pour Carignan et orchestre » En 1976, son orchestre joue lors de l'ouverture des Jeux olympiques de Montréal avec notamment l'accordéoniste Denis Côté, en présence de la reine Élisabeth II et de plusieurs dignitaires. En 1978, il joue en duo avec Yehudi Menuhin pour une prestation unique du « Petit concerto pour Carignan et orchestre » composé par le pianiste André Gagnon. L'événement a lieu lors d'une présentation de l'émission « Music of Man » diffusé à CBC.

### Fin de vie
Il aura des problèmes avec son oreille gauche qui perd de plus en plus son acuité depuis 1974. Au cours des années 1980, ses apparitions sur scène s'espacent ; il n'entend plus les hautes fréquences et il ne peut supporter de jouer faux. Dans les dernières années de sa vie, il fait quelques prestations avec l'accordéoniste québécois Denis Pépin. En 1984, il fait sa dernière prestation publique à Place Royale, dans le Vieux-Québec, lors de festivités qui soulignaient le 450e anniversaire de l'arrivée de Jacques Cartier au Canada. Jean Carignan est mort le 16 février 1988 à Montréal d'une embolie cérébrale à l'âge de 71 ans. Il était paralysé et inconscient depuis plus d'un mois et demi. Fait important, en parallèle à sa carrière musicale, il était aussi chauffeur de taxi.

## Style musical
Grâce aux enregistrements sonores, il commença à apprendre les répertoires du violoneux irlandais Michael Coleman et de l'Écossais James Scott Skinner. Acclamé à la fois par les folkloristes et les collègues violonistes, de Louis Boudreault (alias « Pitou ») à Yehudi Menuhin et Henryk Szeryng, Carignan a été, parmi les violoneux canadiens-français, le principal protagoniste des traditions celtiques, particulièrement du style dit Sligo (comté irlandais) de Michael Coleman.
Son attitude en était une de rigueur absolue lorsqu'il abordait son répertoire de quelque 7 000 reels, gigues et autres airs de danse appris de Coleman, Skinner, Allard, Wellie Ringuette et beaucoup d'autres.
Il visait toujours la plus stricte authenticité dans ses exécutions. Selon The Folk Music Sourcebook (New York 1976) : « La technique de Carignan est renversante, mais plus encore sont la joie et l'énergie avec lesquelles il s'en sert. Bien peu d'instrumentistes, dans toute musique, ont atteint son niveau de virtuosité sans sacrifier l'expression ou l'originalité. ».

## Discographie
Source: Bibliothèque nationale du Québec
45 tours
- Maîtres chez nous; Reel de l'émancipation / Ti-Jean Carignan, Saint-Laurent : London Records of Canada, FC 579, v. 1961

33 tours
CD

## Vidéographie
- Jean Carignan, violoneux, Office national du film, réalisé en 1975, 87 minutes 30 secondes, disponible sur le site de l'ONF[5]  disponible sur DVD par MaGaDa Heritage, 2002. Description: Jean Carignan montre son savoir-faire et ses connaissances des violoneux en interprétant plusieurs reels. Participent également d'autres musiciens, dont le violoneux Paul Gosselin.
- A Musical Journey- The Films of Pete, Toshi and Dan Seeger 1957-1964, 1996, Distribué by Rounders Records[6]. Jean Carignan joue Grande fleur, Sherbrooke Gig et Irish Tune dans un segment de ce documentaire tourné en 1957 sur son balcon, à Montréal.

## Prix et hommages
- 1973 : Buste en bois sculpté par le sculpteur Georges Morissette et installé à Ascot Corner.
- 1974 : Membre de l'Ordre du Canada[2].
- 1976 : Récipiendaire du Prix Calixa-Lavallée.
- 1977 : Doctorat honorifique de l'Université McGill[7]
- 2002 : Plaque et murale sur The Canadian Folk Music Walk of Fame à Ottawa.

## Honneurs
La ville de Cap-Rouge nomme une rue en son honneur en 1992. La rue est toujours présente dans la ville de Québec.